# Ladislav Blažek (lední hokejista)
Ladislav Blažek (* 30. června 1962 Hradec Králové) je bývalý český hokejový brankář a trenér.

## Život
S ledním hokejem začínal Blažek ve svém rodném městě. Nastupoval zde za místní mládežnické výběry i za juniory. Mužský výběr, který tou dobou hrál druhou nejvyšší soutěž, trénoval jeho otec. Po maturitě na gymnáziu v Hradci Králové odešel Ladislav Blažek do Olomouce, na tamní Univerzitu Palackého. Na ní studoval na její Pedagogické fakultě a zakončil ji ziskem akademického titulu magistr. Mohl sice svůj obor studovat i na královéhradecké univerzitě a hokej přitom hrát za mateřský klub, ale obával se možných podezření na protežování ze strany otce.
Během olomouckých studií nastupoval za tamní hokejový klub. Když školu zakončil, absolvoval na přelomu let 1987 a 1988 roční prezenční vojenskou službu, během níž nastupoval za HC Duklu Trenčín. V týmu měl za spoluhráče například Vladimíra Růžičku. Po návratu z vojny začal Blažek hrát za zlínský, tehdy ještě gottwaldovský, klub. V té době patřil také do reprezentačního B-výběru Československa.
Mezi roky 1992 a 1997 působil Blažek v Olomouci. V jejím dresu také v sezóně 1993/1994 slavil mistrovský titul. Roku 1997 kontaktoval Blažka jeho někdejší spoluhráč z Trenčína Vladimír Růžička se žádostí, zda by na střídavý start vypomohl v klubu HC Slavia Praha, jemuž se zranil brankář Rudolf Pejchar. Blažek souhlasil a během měsíce tak nastupoval jak za Slavii, tak za Olomouc, která v té době již hrála nižší soutěž. Nakonec však Blažek do Slavie přestoupil a v jejím dresu působil až do roku 2001. Pomáhal tak vychovat i svého nástupce Romana Málka.
Po sametové revoluci začal Blažek podnikat v oblasti propagace a výroby reklamy. Když pak skončil s hráčskou kariérou, nabídlo mu vedení pražské Slavii pozici obchodního manažera, se kterou souhlasil. Postupně se stal i obchodním ředitelem. Taktéž v klubu plnil funkci trenéra brankářů, v sezoně 2002/03 trénoval jak A tým, tak dorost a juniorskou kategorii. Od další sezony 2003/04 trénoval brankáře jenom seniorský tým. S trénováním ukončil spolupráci až v sezoně 2007/08. V roce 2006 se navíc stal také spolumajitelem celého klubu a následující rok též členem představenstva. V této funkci setrval do 27. února 2013.